# Tamarix gallica
Tamarix gallica, llamada vulgarmente tarady, taraje, tamariz o tamarisco, es una especie vegetal de la familia de las Tamaricáceas.

## Descripción

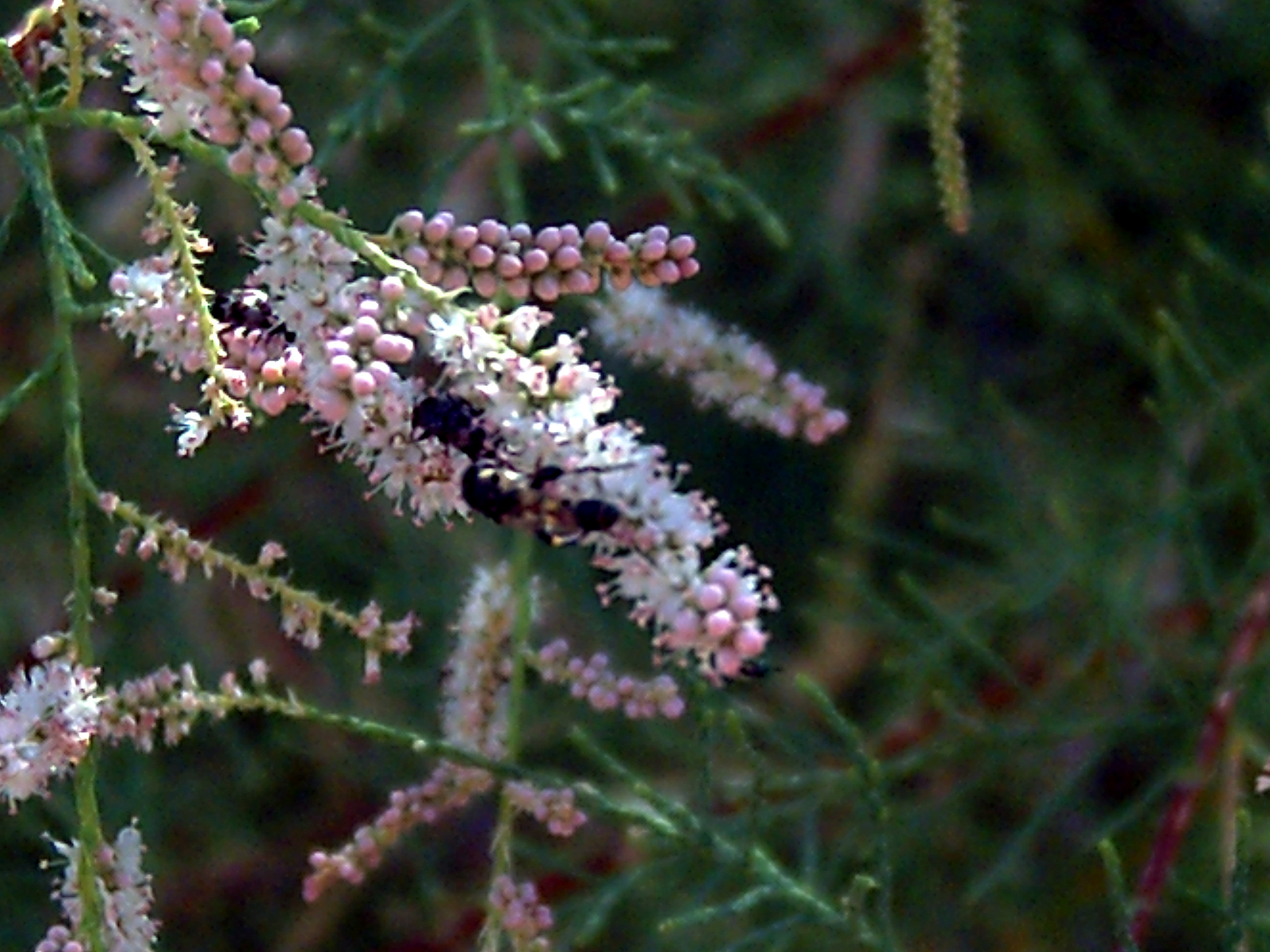
Flores de Tamarix gallica.

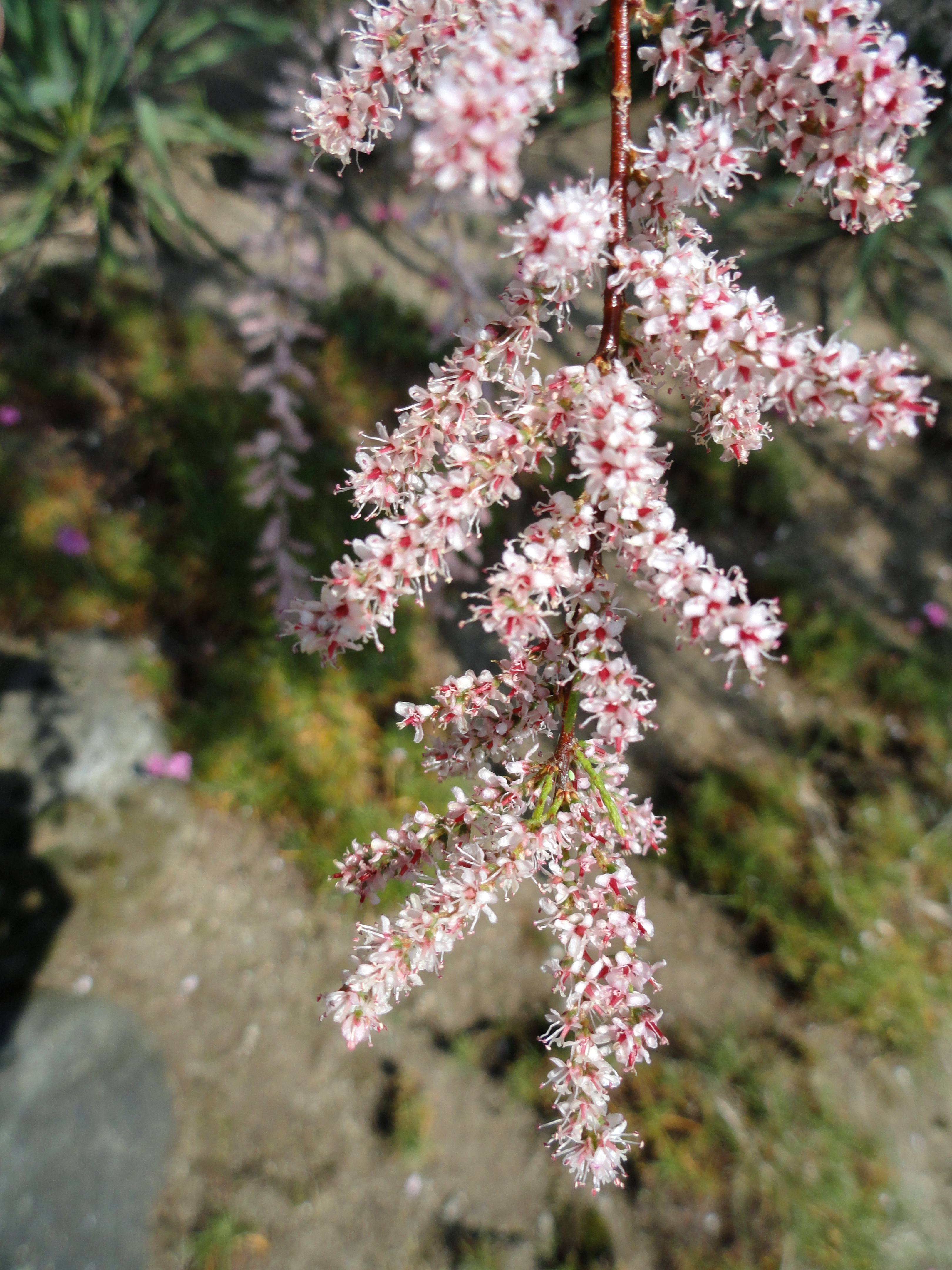
Inflorescencia

Se trata de un arbusto o pequeño árbol caducifolio de 6 u 8 metros de altura; ramas largas y flexibles, algo llorón,  difíciles de romper, de corteza pardo-rojiza oscura. Las ramas más jóvenes son algo lustrosas y lampiñas. Hojas muy pequeñas, escamiformes, de forma ovado-agudas, muy pequeñas, y abrazaderas en la base; miden de 1,5 a 4 mm y son de color verde glauco. Flores blancas o rosa pálido; se agrupan por espigas gruesas y cilíndricas de 3 a 6 cm de largo, que nacen sobre las ramillas del año y que aparecen al mismo tiempo que las hojas. Poseen 5 pétalos y 5 estambres. Brácteas florales triangulares, cápsula aovada. Fruto en cápsula dehiscente de 3 valvas, conteniendo semillas con un penacho plumoso.

### Florece
En primavera, por abril y en verano.

### Se cría
En los suelos húmedos y algo salinos: en las arenas y lagunas costeras, a lo largo de los ríos y corrientes de agua, sobre todo en las que atraviesan margas y otros depósitos subsalinos; se asocia con la adelfa, sauces y sauzgatillo. 

### Hábitat
Prefiere climas secos y calurosos, se extiende por el oeste de la zona mediterránea, sur de Francia, Península ibérica, llegando por el norte hasta Inglaterra, por el sur al Sahara y Argentina.

### Observaciones
La madera es muy apreciada como combustible y sus ramas sirvieron, por lo flexibles, para hacer maromas para las norias y como ataderos. Los tarayes se reproducen fácilmente de estaca y acodo; son muy indicados para fijar las dunas y las márgenes de los ríos.

### Especies
Hay otras especies de tamariscos en la península ibérica y son:
- Tamarix boveana Bunge, muy escaso, habita en el sureste (Alicante, Murcia, Almería) y noreste (saladares de Chipiona), reconocible por tener solamente cuatro sépalos y pétalos, brácteas más largas que el cáliz y racimos espiciformes gruesos.

- Tamarix parviflora DC. flores de cuatro piezas por verticilo, de racimillos muy gráciles, es una de las más frecuentemente cultivada en jardinería.

- Tamarix canariensis Willd y Tamarix gallica L., son las más frecuentes, ambas de flores de cinco sépalos y pétalos y con muchas razas difíciles de diferenciar.

## Taxonomía
Tamarix gallica fue descrita por Carlos Linneo y publicado en Species Plantarum 1: 270–271. 1753.
Etimología
El nombre de este género conserva el que le daban los romanos y se cree derivado del río Tamaris de la Tarraconense -al parecer el actual río Tambre- en cuyas orillas crecían con profusión estos arbustos.
Gallica, alude a Gallia, la Francia de los romanos, lugar donde la planta es nativa. 
Sinonimia
- Tamariscus gallicus (L.) All.
- Tamariscus narbonensis Garsault
- Tamariscus pentander Lam.[3]

var. indica (Willd.) Ehrenb.
- Tamarix indica Willd.

## Nombres comunes
- atarfe, talaya, tamariz, taraje, taray europeo.[4]